# Andrés Laguna

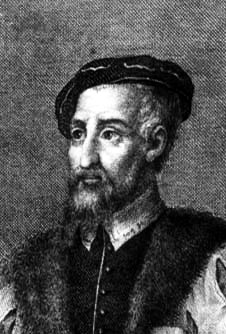
Andrés Laguna.

Andrés Laguna de Segovia (Segovia, 1499 – Guadalajara, 1559), foi um médico, fármaco, botânico e humanista espanhol. Tradutor e comentador de Dioscórides.

## Vida e Obra

### O Experimento e a Bruxaria
Em Metz, o Dr. Laguna realizou um experimento por volta de 1545 para mostrar que a acusação de feitiçaria a um casal de idosos preso por causar uma doença grave ao duque de Lorena, do qual Laguna era seu médico, não tinha fundamento. Ele tomou a pomada verde e cheiro forte que foi descoberto no lugar onde os dois supostos feiticeiros viviam e aplicou a um paciente que sofria de insônia. Então a mulher caiu num sono profundo, durante o qual sonhou com coisas malucas, o que convenceu o Dr. Laguna de que aquilo que as bruxas e bruxos diziam era produto de alucinações. No entanto, seu "experimento" não conseguiu convencer os juízes, e a suposta bruxa foi queimada e o marido morreu pouco depois em circunstâncias misteriosas. Pouco depois, o duque morreu e Laguna deixou Metz.

Epitomes omnium Galeni Pergameni operum, 1553

## Principais publicações
- Pedacio Discórides Anarzabeo, a cerca dela materia medicinal y de los venenos mortíferos. Traducido del griego e ilustrado por el Doctor Andrés de Laguna en Anvers: en casa de Juan Latio, 1555. Ed. Facsímil da Comunidad Autónoma de Madrid, 1991. ISBN 84-451-0328-8.